# Eugenio Lazzarini
Eugenio Lazzarini (Urbino, 26 de março de 1945 ) é um ex-motociclista italiano tricampeão do mundo.
Em uma carreira que durou 16 anos, entre as temporadas de 1969 e 1984, Lazzarini viveu seus principais momentos no mundial de motovelocidade no final dos anos 1970, quando conquistou o título das 125cc em 1978 correndo pela Morbidelli e o bicampeonato nas 50cc em 1979 e 1980, o primeiro pela Kreidler e o segundo pela pouco expressiva Iprem. Embora seja tricampeão, Lazzarini também se tornou notório por seus oito vice-campeonatos. O primeiro ocorrera em 1975, nas 50cc, com a também pouco expressiva Piovaticci; 1977 fora vice nas 50cc e 125cc (pela Morbidelli); em 1978 novamente nas 50cc (ambos pela Kreidler). Seus outros quatro vices ocorreram em sequência entre 1982 e 1984: nas 50cc em 1982 e 1983, e nas 125cc em 1983 e 1984. Ainda chegou a ficar em terceiro em 1983 nas 125cc, todos correndo pela Garelli.

## Ligação externa
- Perfil no site da MotoGP